# Seznam vratislavských knížat
Vratislavské knížectví vzniklo roku 1177 rozdělením slezského údělu a získal ho Boleslav I. Vysoký, zakladatel dolnoslezské větve piastovského rodu. Piastovci vládli Vratislavsku přes 150 let, za tu dobu se vyčlenilo a zase včlenilo mnoho různých knížectvích. Největšího rozsahu a významnosti dosáhlo za vlády Jindřicha I. Bradatého a jeho syna Jindřicha II. Pobožného. Po vymření Piastovců připadlo knížectví českému králi, který pak držel titul vratislavského knížete až do jeho odstoupení Pruskému království v roce 1742. Od té doby se titul nepoužívá.

## Piastovci(1173–1335)
| #  | Jméno                     | Portrét                                                     | Narození        | Úmrtí                 | Vláda     | Poznámky |
| -- | ------------------------- | ----------------------------------------------------------- | --------------- | --------------------- | --------- | --- |
| 1. | Boleslav I. Vysoký        | Fiktivní zobrazení Boleslava I. od Jana Matejka             | 1127            | 8. prosinec 1201      | 1177–1201 | Syn Vladislava II. Vyhnance. Mezi lety 1163–1177 vládl se svým bratrem Měškem Křivonohým spojenému slezskému knížectví.                       |
| 2. | Jindřich I. Bradatý       | Fiktivní portrét Jindřicha I. od Jana Matejka               | okolo 1165–70   | 19. březen 1238       | 1201–1238 | Syn Boleslava I. Také polský kníže-senior. |
| 3. | Jindřich II. Pobožný      | Fiktivní portrét Jindřicha II. od Jana Matejka              | okolo 1196–1207 | 9. duben 1241         | 1238–1241 | Syn Jindřicha II. Také polský kníže-senior. Padl v bitvě u Lehnice.                                                                           |
| -  | Anna Lehnická             |                                                             | okolo 1201–04   | 23. červen 1265       | 1241–1242 | Dcera českého krále Přemysla Otakara I. Krátká regentská vláda.                                                                               |
| 4. | Boleslav II. Lysý         | Romantická podoba Boleslava II. na vyobrazení z 19. století | okolo 1220–25   | 26. prosinec 1278     | 1241–1248 | Syn Jindřicha II. Roku 1248 si rozdělil Vratislavsko s bratrem Jindřichem III. a stal se lehnickým (lehnicko-hlohovským) knížetem.            |
| 4. | Měšek Lubušský            |                                                             | kolem 1223–27   | 1242                  | 1241–1242 | Syn Jindřicha II. |
| 5. | Jindřich III. Bílý        |                                                             | okolo 1227–30   | 3. prosinec 1266      | 1248–1266 | Syn Jindřicha II. |
| 5. | Vladislav Slezský         |                                                             | okolo 1237      | 24. či 27. duben 1270 | 1248–1270 | Syn Jindřicha II. Spoluvládce Jindřicha III. Také arcibiskup salcburský, biskup pasovský a vratislavský, probošt vyšehradský a kancléř český. |
| -  | Přemysl Otakar II.        |                                                             | kolem 1233      | 26. srpen 1278        | 1270–1273 | Král český, vévoda rakouský, štýrský a korutanský, markrabě moravský. Po smrti Vladislava Vratislavského regentem mladého Jindřicha IV.       |
| 6. | Jindřich IV. Probus       |                                                             | kolem 1257–58   | 23. červen 1290       | 1266–1290 | Syn Jindřicha III. Také krakovský kníže. |
| 7. | Jindřich V. Tlustý        |                                                             | okolo 1245–50   | 22. únor 1296         | 1290–1296 | Syn Boleslava II. Také kníže javorský a lehnický.                                                                                             |
| -  | Boleslav I. Surový        |                                                             | okolo 1252–56   | 9. listopad 1301      | 1296–1301 | Regent a strýc Boleslava III. Javořsko-svídnický kníže.                                                                                       |
| -  | Jindřich I. z Vrbna       |                                                             | ?               | 23. září 1319         | 1301–1302 | Regent. Vratislavský kníže-biskup. |
| -  | Václav II.                |                                                             | 27. září 1271   | 21. červen 1305       | 1302–1305 | Regent. Český a polský král. |
| 8. | Boleslav III. Marnotratný |                                                             | 23. březen 1291 | 21. květen 1352       | 1296–1311 | Syn Jindřicha V. |
| 9. | Jindřich VI. Dobrý        |                                                             | 18. březen 1294 | 24. listopad 1335     | 1311–1335 | Poslední Piastovec na vratislavském stolci. Poté vládli v letech 1335–1742 Vratislavsku čeští králové (viz Seznam českých panovníků).         |